# Mistrzostwa Świata w Gimnastyce Sportowej 2009
Mistrzostwa Świata w Gimnastyce Sportowej 2009 odbyły się w Londynie w hali O2 Arena w dniach od 13 do 18 października 2009. Była to 41. edycja mistrzostw.

## Reprezentacja Polski

### kobiety
- Marta Pihan-Kulesza (MKS Kusy Szczecin)
- Katarzyna Jurkowska (TS Wisła Kraków)

### mężczyźni
- Roman Kulesza (AZS AWF Biała Podlaska)
- Adam Kierzkowski (AZS AWF Biała Podlaska)
- Marek Łyszczarz (AZS AWFiS Gdańsk)

## Tabela medalowa
| Miejsce | Państwo           | Złoto | Srebro | Brąz | Razem |
| ------- | ----------------- | ----- | ------ | ---- | ----- |
| 1       | Chiny             | 6     | 2      | 1    | 9     |
| 2       | Stany Zjednoczone | 2     | 1      | 2    | 5     |
| 3       | Rumunia           | 2     | 1      | 1    | 4     |
| 4       | Japonia           | 1     | 1      | 2    | 4     |
| 5       | Wielka Brytania   | 1     | 1      | 0    | 2     |
| 6       | Australia         | 0     | 2      | 1    | 3     |
| 7       | Bułgaria          | 0     | 1      | 0    | 1     |
| 7       | Holandia          | 0     | 1      | 0    | 1     |
| 7       | Szwajcaria        | 0     | 1      | 0    | 1     |
| 7       | Węgry             | 0     | 1      | 0    | 1     |
| 11      | Rosja             | 0     | 0      | 2    | 2     |
| 12      | Francja           | 0     | 0      | 1    | 1     |
| 12      | Izrael            | 0     | 0      | 1    | 1     |
| 12      | Ukraina           | 0     | 0      | 1    | 1     |
| 12      | Włochy            | 0     | 0      | 1    | 1     |
| Razem   | Razem             | 12    | 12     | 13   | 37    |

## Medaliści
| Konkurencja:                                  | Złoto:            | Srebro:         | Brąz:                     |
| Mężczyźni                                     |                   |                 |                           |
| wielobój (15 października)                    | Kōhei Uchimura    | Daniel Keatings | Jurij Riazanow            |
| ćwiczenia wolne (17 października)             | Marian Drăgulescu | Zou Kai         | Alexander Shatilov        |
| ćwiczenia na koniu z łękami (17 października) | Zhang Hongtao     | Krisztian Berki | Prashanth Sellathurai     |
| ćwiczenia na kółkach (17 października)        | Yan Mingyong      | Jordan Jowczew  | Ołeksandr Worobjow        |
| skok (18 października)                        | Marian Drăgulescu | Flavius Koczi   | Anton Gołocuckow          |
| ćwiczenia na poręczach (18 października)      | Wang Guanyin      | Feng Zhe        | Kazuhito Tanaka           |
| ćwiczenia na drążku (18 października)         | Zou Kai           | Epke Zonderland | Igor Cassina              |
| Kobiety                                       |                   |                 |                           |
| wielobój (16 października)                    | Bridget Sloan     | Rebecca Bross   | Koko Tsurumi              |
| skok (17 października)                        | Kayla Williams    | Ariella Kaeslin | Youna Dufournet           |
| ćwiczenia na poręczy (17 października)        | He Kexin          | Koko Tsurumi    | Ana Porgras Rebecca Bross |
| ćwiczenia na równoważni (18 października)     | Deng Linlin       | Lauren Mitchell | Ivana Hong                |
| ćwiczenia wolne (18 października)             | Elizabeth Tweddle | Lauren Mitchell | Sui Lu                    |

## Strony zewnętrzne
- Oficjalna strona. worldgymnastics2009.com. [zarchiwizowane z tego adresu (2008-12-19)].
- Dokumentacja mistrzostw. london2009.sportcentric.com. [zarchiwizowane z tego adresu (2009-10-16)].
- Program i wyniki zawodów na stronie Polskiego Związku Gimnastycznego. pzg.pl. [zarchiwizowane z tego adresu (2009-10-21)].